# Susan N. Brown
Susan North Brown (* 22. Dezember 1937 in Southampton, England; † 11. August 2017 in London, England) war eine britische  Mathematikerin und Hochschullehrerin. Sie war Professorin für Mathematik am University College London (UCL) und forschte auf dem Gebiet der Strömungsmechanik.

## Leben und Werk
Brown studierte Mathematik am St Hilda’s College an der University of Oxford, wo sie 1959 einen erstklassigen Bachelor-Abschluss in Mathematik und einen Junior-Mathematikpreis erhielt. Anschließend studierte sie zwei Jahre lang Theoretische Strömungsmechanik in Oxford bei George Frederick James Temple und wechselte dann an die University of Durham. Sie  promovierte 1964 an der University of Oxford mit der Dissertation: Some problems in fluid flow.
Während dieser Zeit erhielt sie vorübergehende Lehraufträge sowohl an der University of Durham als auch an der Newcastle University. 1964 wurde sie Dozentin, 1971 Lektorin am University College London und wurde dort 1986 als eine der ersten Professorinnen für Mathematik in Großbritannien berufen. Während ihrer UCL-Karriere war sie Gastforscherin an mehreren ausländischen Institutionen, darunter an der Cornell University und der University of Southern California und war Gastberaterin am Royal Aircraft Establishment in Farnborough. Sie betreute sechs Doktoranden und forschte mit Keith Stewartson, H.K. Cheng, Norman Riley, dem Physiker Frank Edward Smith und Sidney Leibovich.
Gemeinsam mit Stewartson veröffentlichte sie 29 Artikel und leistete Pionierarbeit bei frühen Entwicklungen der Triple-Deck-Theorie, die eine dreischichtige Grenzschichtstruktur beschreibt, wenn Störungen in der Grenzschicht vorhanden sind. Brown leistete Beiträge zur Theorie der viskosen Strömung, zu hypersonischen Grenzschichten und zur hydrodynamischen Instabilität.
Nach 39 Jahren ging Brown 2003 an der UCL in den Ruhestand. Sie starb im Alter von 79 Jahren in London.

## Veröffentlichungen (Auswahl)
- Singularities Associated with Separating Boundary Layers. In: Philosophical Transactions of the Royal Society of London. Series A: Mathematical and Physical Sciences. Band 257, Nr. 1084, 1965, S. 409–444, doi:10.1098/rsta.1965.0011.
- mit Keith Stewartson: Laminar Separation. In: Annual Review of Fluid Mechanics. Band 1, Nr. 1, 1969, S. 45–72, doi:10.1146/annurev.fl.01.010169.000401.
- mit Leslie M. Hocking, Keith Stewartson, John Trevor Stuart: A nonlinear instability burst in plane parallel flow. In: Journal of Fluid Mechanics. Band 51, Nr. 4, 1972, S. 705–735, doi:10.1017/S0022112072001326.
- mit Keith Stewartson: On finite amplitude Bénard convection in a cylindrical container. In: Proceedings of the Royal Society of London. Series A, Band 360, Nr. 1703, 1978, S. 455–469, doi:10.1098/rspa.1978.0079.
- mit Keith Stewartson: The evolution of the critical layer of a rossby wave. Part II. In: Geophysical & Astrophysical Fluid Dynamics. Band 10, Nr. 1, 1978, S. 1–24, doi:10.1080/03091927808242627.